# Thelypteris phegopteris
Thelypteris phegopteris là một loài dương xỉ trong họ Thelypteridaceae. Loài này được L. Sloss. ex Rydb. mô tả khoa học đầu tiên năm 1917.